# David Nemeth
David Nemeth (ur. 18 marca 2001 w Eisenstadt) – austriacki piłkarz występujący na pozycji obrońcy w niemieckim klubie FC St. Pauli oraz w reprezentacji Austrii do lat 21. Wychowanek UFC St. Georgen, w trakcie swojej kariery grał także w takich zespołach, jak Mattersburg, Mainz 05 oraz Sturm Graz.